# Río San Javier
El río San Javier es un curso de agua, catalogado como río, en la provincia de Santa Fe, Argentina. 
Nace como un brazo del río Paraná opuesto a Goya, Corrientes, al este de la ciudad de Reconquista, provincia de Santa Fe, fluyendo rumbo sur-sudoeste, paralelo al Paraná, a lo largo del ancho valle de inundación. Pasa a lo largo de los Departamentos San Javier y Garay,  desembocando cerca de Santa Fe, la capital provincial.
El río San Javier, conocido como río Quiloazas, fue la causa del abandono del sitio inicial de la capital provincial en Cayastá, 85 km aguas arriba del sitio actual, debido a la erosión (que aún causa) sobre las barrancas donde la ciudad se construyó.

## Yacimiento arqueológico
En el lecho del río San Javier, yacen muchos restos de lo que fue la fundación hecha por Juan de Garay en 1573, Santa Fe. Luego de sucesivas inundaciones y hacia 1660, sus pobladores migran al sur, donde hoy se encuentra la ciudad capital de la provincia "Santa Fe de la Veracruz".
Bajo el agua han permanecido los restos de las casas de los pobladores más influyentes, así como parte de la plaza y varias iglesias.
Se han estado investigando esos restos, por parte del Programa de Arqueología Histórica de Santa Fe La Vieja, en conjunto con la Universidad Nacional de Rosario y del Museo Etnográfico de Santa Fe.
En 1995, se explora el área y aparecen fragmentos de tejas y restos de cerámica originaria.
En 1996 se excavan y recuperan 1.889 fragmentos de cerámica, vidrio, metal hueso y madera.